# Bitka kod Milvijskog mosta
Bitka kod Milvijskog mosta je bitka iz doba Rimskog Carstva koja se vodila između vojska dva rimska tetrarha, Konstantina Velikog i Maksencija. 
Nakon smrti rimskog cara Galerija stanje se u Rimskom Carstvu zahuktalo. Naime, Rimom vladaju četiri cara od kojih svaki želi vlast. Konstantin se povezuje s Licinijem dok se Maksencije udružio s Maksiminom Dajom.
Pošto Licinije nije mogao napasti Maksencija, Konstantin iz Galije prelazi Alpe, osvaja sjevernu Italiju i polako napreduje prema Rimu očekujući da će se Maksencijeva vlast srušiti sama od sebe. Maksencije se zatvara u grad ne bi li tako odbio napad (kako je već prije učinio u sukobu sa Severom i Galerijem) ali primoran na to, izlazi sa svojom vojskom presresti Konstantina. Legenda navodi da se Konstantinu u predvečerje bitke u snu ukazao Isus Krist koji mu je govorio In hoc signo vinces tj. U ovom znaku ćeš pobijediti (misli se na kristogram). Ujutro pred bitku Konstantin je zapovjedio da se na štitove svojih vojnika nacrta kristogram čime je jasno naznačio da ja za zaštitnika u ovoj bitci uzeo kršćanskog Boga.
Iako je Maksencije imao nadmoćan broj vojnika brzo je svladan te je Konstantin sutradan trijumfalno ušao u Rim. U čast ove bitke podigao je slavoluk u Rimu.